# Чула (Міссурі)
Чула (англ. Chula) — місто (англ. city) в США, в окрузі Лівінгстон штату Міссурі. Населення — 195 осіб (2020).

## Географія
Чула розташована за координатами 39°55′19″ пн. ш. 93°28′39″ зх. д. / 39.92194° пн. ш. 93.47750° зх. д. (39.921944, -93.477570).  За даними Бюро перепису населення США в 2010 році місто мало площу 0,46 км², уся площа — суходіл.

## Демографія
Згідно з переписом 2010 року, у місті мешкало 210 осіб у 77 домогосподарствах у складі 55 родин. Густота населення становила 456 осіб/км².  Було 91 помешкання (198/км²).
Расовий склад населення:
| - 93,3 % — білих - 1,0 % — корінних американців - 1,0 % — азіатів - 0,5 % — чорних або афроамериканців - 1,9 % — осіб інших рас |

До двох чи більше рас належало 2,4 %. Частка іспаномовних становила 5,2 % від усіх жителів.
За віковим діапазоном населення розподілялося таким чином: 27,6 % — особи молодші 18 років, 61,9 % — особи у віці 18—64 років, 10,5 % — особи у віці 65 років та старші. Медіана віку мешканця становила 34,8 року. На 100 осіб жіночої статі у місті припадало 96,3 чоловіків;  на 100 жінок у віці від 18 років та старших — 108,2 чоловіків також старших 18 років.
Середній дохід на одне домашнє господарство  становив 41 810 доларів США (медіана — 37 917), а середній дохід на одну сім'ю — 50 613 долари (медіана — 48 333). За межею бідності перебувало 15,4 % осіб, у тому числі 30,4 % дітей у віці до 18 років та 10,0 % осіб у віці 65 років та старших.
Цивільне працевлаштоване населення становило 92 особи. Основні галузі зайнятості: освіта, охорона здоров'я та соціальна допомога — 19,6 %, роздрібна торгівля — 16,3 %, транспорт — 15,2 %.